# Fartein Valen
Olav Fartein Valen (ur. 25 sierpnia 1887 w Stavanger, zm. 14 grudnia 1952 w Haugesund) – norweski kompozytor.

## Życiorys
Dzieciństwo spędził na Madagaskarze, gdzie jego ojciec był luterańskim misjonarzem. W wieku 6 lat wrócił z rodzicami do Stavanger, gdzie pobierał lekcje gry na fortepianie u Jeannette Mohr. Samodzielnie uczył się teorii. W 1906 roku rozpoczął studia filologiczne na uniwersytecie w Oslo, zdecydował się jednak poświęcić muzyce i przeniósł się do konserwatorium w Oslo, gdzie był uczniem Catharinusa Ellinga. Po ukończeniu studiów w 1909 roku wyjechał do Berlina, gdzie kształcił się w Musikhochschule u Maxa Brucha (kompozycja) i Karla Leopolda Wolffa (teoria i kompozycja). W tym okresie działał też jako akompaniator i nauczyciel. Po powrocie do Norwegii mieszkał w latach 1916–1924 na rodzinnej farmie w Valevåg. Od 1927 do 1936 roku zatrudniony był w dziale muzycznym biblioteki uniwersyteckiej w Oslo. W 1935 roku przyznano mu dożywotnią pensję państwową. Jego uczniami byli Klaus Egge i Harald Lie.

## Twórczość
W młodości nawiązywał do stylistyki późnoromantycznej, zwłaszcza do twórczości Brahmsa. Z czasem wypracował własną technikę kompozytorską zwaną kontrapunktem dysonansowym, po raz pierwszy wykorzystaną w Trio fortepianowym z 1924 roku. Zastosował w niej tematy oparte na seriach, w przeciwieństwie jednak do dodekafonii Arnolda Schönberga serie Valena zawierają różną liczbę dźwięków, występują powtórzenia wybranych wysokości lub ich grup przed powtórzeniem całego szeregu skali chromatycznej, łączone są serie o różnych długościach, słyszalne są też następstwa dźwięków typowe dla systemu dur-moll. Zachowywana jest też rytmika szeregów.

## Wybrane kompozycje
(na podstawie materiałów źródłowych)

### Utwory orkiestrowe
- 5 symfonii (I 1937–1939, II 1941–1944, III 1944–1946, IV 1944–1946, V 1951–1952 niedokończona)
- Pastorale (1929–1930)
- Sonetto di Michelangelo (1932)
- Nenia (1932)
- Cantico di ringraziamento (1932–1933)
- An die Hoffnung (1933)
- Epithalamion (1933)
- La cimetière marin (1933–1934)
- La isla de las calmas (1934)
- Ode til Ensomheten (1939)
- Koncert skrzypcowy (1940)
- Koncert na fortepian i orkiestrę kameralną (1949–1951)

### Utwory kameralne
- Sonata skrzypcowa (1916)
- Trio fortepianowe (1917–1924)
- 2 kwartety smyczkowe (I 1928–1929, II 1930–1931)
- Serenata na kwintet dęty (1946–1947)

### Utwory fortepianowe
- Legenda (1907)
- 2 sonaty (1912, 1940–1941)
- 4 utwory (1934–1935)
- Wariacje (1935–1936)
- Gavotte and Musette (1936)
- Preludium i fuga  (1937)
- 2 preludia  (1937)
- Intermezzo  (1939–1940)

### Utwory organowe
- Preludium i fuga  (1939)
- Pastorale  (1939)

### Utwory wokalno-instrumentalne
- Ave Maria na sopran i orkiestrę  (1917–1921)
- Mignon na sopran i orkiestrę  (1920–1927)
- Dearest Thou Now, O Soul na sopran i orkiestrę  (1920–1928)
- 3 Gedichte von Goethe na sopran i orkiestrę  (1925–1927)
- 2 chinesische gedichte na sopran i orkiestrę  (1925–1927)
- La noche oscura del alma na sopran i orkiestrę  (1939)